# Rava
Rava este o arie protejată (arie specială de conservare — SAC, sit de importanță comunitară — SCI) din Estonia întinsă pe o suprafață de 16,3 ha, integral pe uscat.

## Localizare
Centrul sitului Rava este situat la coordonatele 59°07′31″N 25°51′04″E / 59.1252°N 25.851°E.

## Înființare
Situl Rava a fost declarat sit de importanță comunitară în aprilie 2004 pentru a proteja 2 specii de plante. Situl a fost protejat și ca arie specială de conservare în ianuarie 2006.

## Biodiversitate
Situată în ecoregiunea boreală, aria protejată conține 2 habitate naturale: Păduri caducifoliate bătrâne naturale hemiboreale fino-scandinave (Quercus, Tilia, Acer, Fraxinus sau Ulmus) bogate în specii epifite, Păduri fino-scandinave bogate în ierburi cu Picea abies.
La baza desemnării sitului se află mai multe specii protejate de  plante (2): papucul doamnei (Cypripedium calceolus), mușchi (Dicranum viride).
Pe lângă speciile protejate, pe teritoriul sitului au mai fost identificate 4 specii de plante.